# James Taylor Lewis
James Taylor Lewis (Clarendon, 30 ottobre 1819 – Columbus, 5 agosto 1904) è stato un politico, avvocato giudice statunitense. Fu il nono governatore del Wisconsin.

## Biografia
Lewis nacque a Clarendon nella contea di Orleans, a New York, terzo figlio di Shubael Lewis, agricoltore e colonnello della milizia dello Stato di New York dopo la guerra del 1812, e di Eleanor Lewis (Née Robertson). Aveva tre fratelli, William L. Lewis, Shubael R. Lewis e Hiram W. Lewis. Insegnò brevemente nelle scuole distrettuali intorno a Clarkson. Nel 1842, iniziò lo studio della legge con l'ex vicegovernatore di New York Henry R. Selden. Nel 1845 si trasferì in quella che ora è Columbus, nel Wisconsin, dove fu ammesso alla corte.
Tra il 1846 e il 1852, Lewis ricoprì le cariche di procuratore distrettuale e giudice di contea e fu eletto sia nell'assemblea statale del Wisconsin che nel senato dello stato. Fu anche un membro della convenzione costituzionale del Wisconsin del 1847-1848 come rappresentante della contea di Columbia. Lewis era inoltre un membro dell'Ordine degli Odd Fellows a Columbus e prestò servizio come Noble Grand of the Lodge nel 1851. Fu anche il quarto governatore luogotenente del Wisconsin dal 1854 al 1856, e segretario di stato dal 1862 al 1864.
Nominato dai repubblicani dell'Unione come governatore, Lewis fu eletto e governò il Wisconsin dal 6 gennaio 1864 fino al 5 gennaio 1866. Fu l'ultimo governatore del Wisconsin a tenere l'ufficio durante la guerra civile. Si occupò durante il suo mandato di fornire truppe sufficienti per la Guerra Civile e di aiutare a proteggere loro e i loro familiari. Visitò le truppe sul campo e contribuì alla creazione di ospedali nel Wisconsin per la cura dei feriti. Rifiutò la rinomina nel 1865 e gli fu offerto un posto diplomatico dal presidente Lincoln ma scelse di tornare alla pratica legale a Columbus.
Lewis morì a Columbus, nel Wisconsin, il 4 agosto 1904. È sepolto nel cimitero di Hillside, a Columbus, nella Columbia County, nel Wisconsin. La sua ex casa, ora conosciuta come Gov. James T. Lewis House, è inserita nel National Register of Historic Places.